# Pływanie na Letnich Igrzyskach Olimpijskich 1920 – 400 m stylem klasycznym mężczyzn
400 m stylem klasycznym mężczyzn była jedną z konkurencji w pływackich na Letnich Igrzyskach Olimpijskich 1920. Zawody odbyły się w dniach 22-25 sierpnia. W zawodach uczestniczyło 20 zawodników z 10 państw.

## Rekordy
Rekordy świata i olimpijskie przed rozegraniem konkurencji.
| Rekord świata     | 6:14,4 | Percy Courtman | ?               | 1912          |
| Rekord olimpijski | 6:29,6 | Walter Bathe   | Sztokholm (SWE) | 12 lipca 1912 |

## Wyniki

### Runda 1
Do półfinału awansowało dwóch najszybszych zawodników z każdego biegu i najszybszy z trzeciego miejsca.
Bieg 1
| Miejsce | Zawodnicy        | Czas   | Kwal. |
| ------- | ---------------- | ------ | ----- |
| 1       | Thor Henning     | 6:46,2 | Q     |
| 2       | Lucien Lebaillif | 7:12,2 | Q     |
| 3       | Mike McDermott   | 7:12,8 | q     |
| 4       | Rex Lassam       |        |       |
| —       | Sidney Gooday    | DNF    |       |

Bieg 2
| Miejsce | Zawodnicy        | Czas   | Kwal. |
| ------- | ---------------- | ------ | ----- |
| 1       | Håkan Malmrot    | 6:49,0 | Q     |
| 2       | Arvo Aaltonen    | 6:50,0 | Q     |
| 3       | Félicien Courbet | 7:20,0 |       |
| 4       | Charles Quinby   |        |       |
| —       | Luis Balcells    | DNF    |       |

Bieg 3
| Miejsce | Zawodnicy        | Czas   | Kwal. |
| ------- | ---------------- | ------ | ----- |
| 1       | Jack Howell      | 6:57,0 | Q     |
| 2       | Per Cederblom    | 7:14,0 | Q     |
| 3       | George Robertson | 7:28,0 |       |
| 4       | Émile Arbogast   |        |       |
| 5       | Edmond Henry     |        |       |

Bieg 4
| Miejsce | Zawodnicy          | Czas   | Kwal. |
| ------- | ------------------ | ------ | ----- |
| 1       | Olle Dickson       | 7:12,0 | Q     |
| 2       | Henri Demiéville   | 7:12,4 | Q     |
| 3       | Stephen Ruddy      | 7:13,0 |       |
| 4       | Édouard Van Haelen |        |       |
| 5       | Eduard Stibor      |        |       |

### Półfinały
Do finału awansowało dwóch najszybszych zawodników z każdego półfinału i najszybszy z trzeciego miejsca.
Półfinał 1
| Miejsce | Zawodnicy        | Czas   | Kwal. |
| ------- | ---------------- | ------ | ----- |
| 1       | Håkan Malmrot    | 6:44,8 | Q     |
| 2       | Per Cederblom    | 7:05,6 | Q     |
| 3       | Mike McDermott   | 7:13,2 |       |
| 4       | Henri Demiéville |        |       |

Półfinał 2
| Miejsce | Zawodnicy        | Czas   | Kwal. |
| ------- | ---------------- | ------ | ----- |
| 1       | Arvo Aaltonen    | 6:45,0 | Q     |
| 1       | Thor Henning     | 6:45,0 | Q     |
| 3       | Jack Howell      | 6:51,4 | q     |
| 4       | Olle Dickson     | 6:59,0 |       |
| 5       | Lucien Lebaillif |        |       |

### Finał
| Miejsce | Zawodnicy     | Czas   |
| ------- | ------------- | ------ |
| 1       | Håkan Malmrot | 6:31,8 |
| 2       | Thor Henning  | 6:45,2 |
| 3       | Arvo Aaltonen | 6:48,0 |
| 4       | Jack Howell   | 6:51,0 |
| 5       | Per Cederblom |        |